# Рифредо
Рифрѐдо (на италиански: Rifreddo; на пиемонтски: Rifreid, Рифрейд, на окситански: Rifret, Рифрет) е село и община в Северна Италия, провинция Кунео, регион Пиемонт. Разположено е на 433 m надморска височина. Населението на общината е 1039 души (1 януари 2023).